# NGC 709
NGC 709 (również PGC 6969) – galaktyka soczewkowata (S0), znajdująca się w gwiazdozbiorze Andromedy. Odkrył ją 28 października 1850 roku Bindon Stoney – asystent Williama Parsonsa. Należy do gromady galaktyk Abell 262.